# Comarca de Rio Brilhante
A Comarca de Rio Brilhante é uma comarca brasileira localizada no município de Rio Brilhante, no estado de Mato Grosso do Sul, a 170 quilômetros da capital.

## Generalidades
Sendo uma comarca de segunda entrância, tem uma superfície total de 4 mil km², o que totaliza 1% da superfície total do estado. A povoação total da comarca é de 30 mil habitantes, aproximadamente o 1,5% do total da povoação estadual, e a densidade de povoação é de 7,6 habitantes por km².
A comarca inclui apenas o município de Rio Brilhante. Limita-se com as comarcas de Dourados, Itaporã, Maracaju, Sidrolândia, Campo Grande, Nova Alvorada do Sul, Ribas do Rio Pardo, Nova Andradina, Angélica e Deodápolis.
Economicamente possui PIB de R$ 841 910 000,00 e PIB per capita de R$ 27 471,19
A comarca recebe o nome do rio Brilhante, rio que cruza o município de mesmo nome.